# Nesiodostomia montforti
Nesiodostomia montforti is een slakkensoort uit de familie van de Pyramidellidae. De wetenschappelijke naam van de soort is voor het eerst geldig gepubliceerd in 1972 door Corgan.